# Иста
Иста́ — река в Тульской области России, правый приток Оки. Длина реки составляет 68 км, площадь водосборного бассейна — 639 км². Высота устья — 132 м над уровнем моря.

## Данные водного реестра
По данным государственного водного реестра России относится к Окскому бассейновому округу, водохозяйственный участок реки — Ока от города Орёл до города Белёв, речной подбассейн реки — бассейны притоков Оки до впадения Мокши. Речной бассейн реки — Ока.
Код объекта в государственном водном реестре — 09010100212110000018544.

### Притоки (км от устья)
- 27 км: река Истичка (Истица) (пр)[3];
- 27,2 км[3]: река Уст (пр)[7][8];
- 53 км: река Борщевка (пр)[3].

## История
Река Иста упоминается в описаниях составленной в Разрядном приказе «Книги Большому чертежу» первой половины XVII века (протограф 1627 года). Она вытекает из обширного историко-географического региона — Куликова поля, пересекаемого с севера на юг Муравским шляхом.

А ниже Березуя версты с 4 с правые стороны пала речка Иста в Оку, а вытекла из Куликова поля от Пловы.

А ниже Исты 4 верста пала из под Болхова река Нугрь.
— Книга Большому чертежу

## Ихтиофауна
В водах реки обитают плотва, окунь.